# Desperate Youth
Desperate Youth er en amerikansk stumfilm fra 1921 af Harry B. Harris.

## Medvirkende
- Gladys Walton som Rosemary Merridew
- J. Farrell MacDonald som 'Mendocino' Bill
- Louis Willoughby som 'Alabam' Spencer Merridew / Henry Merridew
- Muriel Godfrey Turner som Mrs. Merridew
- Hazel Howell som Pauline Merridew
- Harold Miller som Dr. Tom Dowling
- Lucretia Harris som Chlordiny
- Jim Blackwell som Sam